# Marie-Ève Drolet
Marie-Ève Drolet (ur. 3 lutego 1982 w Chicoutimi) – kanadyjska łyżwiarka szybka, specjalizująca się w short tracku. Dwukrotna medalistka olimpijska.
Brała udział w dwóch igrzyskach olimpijskich na przestrzeni dwunastu lat i na obu zdobywała medal w sztafecie: brąz w 2002 i srebro w 2014. Ma w dorobku również sześć medali mistrzostw świata: srebro w sztafecie w 2013, brąz w tej konkurencji w 2002 i 2011, także brązowe medale na dystansie 1500 metrów (2001 i 2012) oraz 3000 metrów (2012). Po raz pierwszy zakończyła karierę po igrzyskach olimpijskich w 2002, wróciła do rywalizacji przed igrzyskami w Vancouver (2010), by ostatecznie skończyć sportową karierę w 2017.